# 위쳐: 세이렌의 바다
"위쳐: 세이렌의 바다"(영어: The Witcher: Sirens of the Deep)는 2025년 공개된 판타지 드라마 애니메이션 영화이다. 강희철이 감독을 맡았으며, 안제이 삽코프스키의 동명 소설이 영화의 원작이다.